# Rejon nowotorialski
Rejon nowotorialski (ros. Новоторъяльский район) – rejon w należącej do Rosji nadwołżańskiej republice Mari El.
Rejon nowotorialski leży w północno-wschodniej części republiki i ma powierzchnię 920 km². 1 stycznia 2006 r. na jego obszarze żyło 17 461 osób. Ośrodkiem administracyjnym rejonu jest osiedle typu miejskiego Nowy Torjał, liczące 6.940  mieszkańców (2005 r.). Pozostałe ośrodki osadnicze w rejonie mają charakter wiejski i dlatego 60% populacji stanowi ludność wiejska.
Gęstość zaludnienia w rejonie wynosi 19 os./km².